# Бернар Моатесие
Бернар Моатесие (на френски: Bernard Moitessier) е френски пътешественик ветроходец и писател на бестселъри в жанра мемоарен роман.

## Биография и творчество
Бернар Моатесие е роден на 10 април 1925 г. в Ханой, Виетнам, по време на протектората Тонкин, в семейството на Роберт Моатесие, търговец, и Марта Гербер. Сред децата в семейството той е най-големият от трима братя и сестра. Израства в Сайгон. Времето на ваканциите си прекарва в рибарско селище, като изучава много добре езика и дори помага като преводач на баща си. Изучава китайска калиграфия и камбоджански език. Не е добър ученик и на 15 години започва да изучава земеделие.
На 18 години е бригадир в плантация от каучукови дървета, а на 19 години работи в семейната фирма и опитва да отвори кооперация на брега, но Втората световна война го връща обратно в Сайгон.
През 1940 г. японците завземат Индокитай и арестуват семейството. Освободени са след капитулацията на Япония през август 1945 г. След това за година участва като преводач на военен патрул в избухналата гражданска война, водена от Виетконг. След завръщане в цивилния живот опитва да възроди за кратко семейния бизнес, след това работи за 6 месеца към екипажа на търговска фирма.
През 1950 г. е на посещение в Европа и на връщане среща Пиер Дешумо, с когото през 1951 г. вземат яхта, наричат я „Снарк“ и отплават към Австралия. Лошото състояние на лодката ги принуждава да спрат на Анамбаските острови и в Сингапур. От там отиват до Тобоали, но не получават разрешение от властите и поради лошото състояние на лодката се връщат обратно през Сингапур в Сайгон.
През 1952 г. купува стара яхта, наречена „Мария Терезия“. С нея тръгва самостоятелно през Малакския пролив към Сейшелите по протежение на 7-ия меридиан. Поради липса на опит и от изтощение се разбива край атола Диего Гарсия, който е военна зона. Превозен е на остров Мавриций. Там живее в продължение на 3 години и работи разни временни работи. Ухапан е от акула, но се възстановява и работи като секретар в консулството на Франция. Едновременно с работата си построява с креолски дърводелец следващата си яхта „Мария Терезия ІІ“.
През 1955 г. тръгва с яхтата си към Южна Африка, където остава временно в Дърбан и работи като корабостроител. През 1958 г. тръгва към Карибите, минавайки край островите Възнесение, Света Елена и Фернандо де Нороня. Достигайки Антилите, след 3 денонощия без сън се разбива край остров Сейнт Винсент.
През 1958 г., работейки на танкер, се преселва в Париж. Там се среща с основателя на списанието „Яхти и ветроходство“, който го съветва да напише книга за пътешествията си. Работи като представител на фармацевтичната фирма „Лаборатории Миди“ и едновременно пише. Книгата му „Un Vagabond des mers du sud“ (Един скитник на Южните морета) е публикувана през 1960 г. С парите от продажбата решава да построи нова яхта, наречена „Джошуа“ на името на самотния мореплавател Джошуа Слоукъм.
През 1961 г. се жени за Жозефин, дъщеря на семейни приятели на родителите му, която е разведена и има 3 малки деца.
В периода 1961-1962 г. новата яхта, с метален корпус, е готова. С нея в продължение на година прави круизни курсове за ученици, където се среща с френския навигатор Никол ван де Керков, автор на няколко книги за пътешествията си.
През 1963 г. заедно със съпругата си тръгват от Марсилия на пътешествие с яхтата. Преминават през Гибралтарския проток, Канарските острови, Антилите, Панамския канал и достигат до архипелага Галапагос през 1965 г., където остават 2 месеца, а после на Маркизите и в края на годината на Таити.
При престоя на Таити инсталират на яхтата метален купол с 5 прозореца. Избират да се завърнат обратно по маршрут покрай нос Хорн, наречен „Логическия път“. Натоварени с пресни провизии, тръгват от Таити на 25 ноември 1965 г., преминават покрай нос Хорт на 10 януари 1966 г. и пристигат в Аликанте на 26 март (общо 14 216 мили за 126 дни), с което правят подобрение на рекорда за най-дълъг преход на платна без спиране. За постижението си получават медал „Синя вода“.
Пътуването си описва в книгата „Cap Horn à la voile: 14216 milles sans escale“, която е издадена през 1967 г.
Следващата година отново прави круизи за ученици и работи по яхтата за подготовката ѝ за околосветско пътешествие. От вестник „Сънди Таймс“ е обявено състезание за околосветска обиколка без спиране и помощ. Той се съгласява да участва и на 22 август 1968 г. тръгва от Плимут. На 20 октомври минава покрай нос Добра надежда, на 7 декември покрай нос Луин, а на 2 февруари 1969 г. покрай нос Хорн. Тогава се отказва от състезанието (спечелено от Робин Нокс-Джонстън) и продължава отново покрай носовете Добра надежда и Луин като свободно духовно пътуване. Откривайки повреди по корпуса, се отказва да продължи обиколката и акостира на Папеете на 21 юни 1969 г. Пътуването му отново поставя рекорд – 37 455 морски мили за 10 месеца.
Книгата за пътешествието си, „Дългият път: Сам между морето и небето“, завършва за 2 години. Публикувана е през 1971 г. Тя се определя като класически пътепис за приключенско мореплаване.
Няколко месеца след публикуването на книгата се свързва с румънката Илеана Драгичи, с която има син. Прави пътувания от Папеете до Нова Зеландия, Израел и Хонконг. През 1975 г. двойката се установява на атола Ахе, където той се опитва да гледа плодни дръвчета – авокадо и манго, опитва се да учи местните да не изгарят дърветата, да се борят с комарите и плъховете. Усилията му не се увенчават с успех и през 1978 г. се заселват на остров Мореа.
През 1980 г. се преселва в Калифорния във връзка със снимането на филм за неговото плаване. След 2 години напуска и тръгва към Коста Рика, за да пише следваща си книга. В Кабо Сан Лукас обаче попада на силен циклон и, въпреки че яхтата е спасена, тя получава тежки повреди и не може да продължи. Той я продава на 2 американци, впоследствие я възстановяват, а по-късно попада в Морския музей в Ла Рошел, като продължава да плава.
Прави още няколко пътувания до Полинезия, участва в протести против ядрените опити и презастрояватето на брега на Папеете. Накрая се връща в Париж, където пише автобиографията си „Tamata et l'alliance“, която е публикувана през 1993 г.
Бернар Моатесие умира от рак на простатата в Париж, Франция на 16 юни 1994 г. Погребан е в Боно, департамент Морбиан.
През 2009 г. на негово име е учредена литературна награда за книги на тема морски пътешествия.
- Първото пътуване със Снарк, 1951 г.
- Второто пътуване с „Мария Терезия“, 1952 г.
- Третото пътуване с „Мария Терезия ІІ“, 1955-1958 г.
- Четвъртото пътуване с „Джошуа“, 1963-1966 г.
- Самотното пътешествие с „Джошуа“, 1968-1969 г.

## Произведения
- Un Vagabond des mers du sud (1960)
- Cap Horn à la voile: 14216 milles sans escale (1967)
- La Longue route; seul entre mers et ciels (1971)
Дългият път: Сам между морето и небето, изд. „Г. Бакалов“, Варна (1986), прев. Жасмин Караджова
- Tamata et l'alliance (1993)
- Voile, Mers Lointaines, Iles et Lagons (1995)